# Mercedes-Benz CL-Klasse

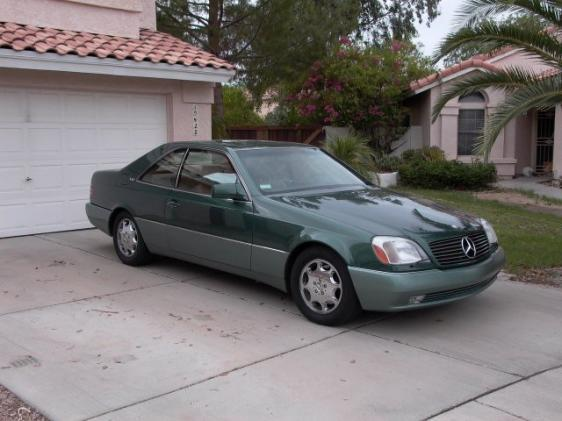
600 SEC uit 1993

De Mercedes-Benz CL is een coupémodel van Mercedes-Benz.
Dit model werd in de jaren negentig geïntroduceerd als opvolger van de S-coupés en SEC modellen. In 2000 volgde een nieuw model met 4 ronde koplampen. Dit model kreeg in 2003 een facelift waarbij de lichtblokken, bumpers en wat inwendige zaken werden gewijzigd. De CL wordt gekenmerkt door zijn zeer stijlvolle lijn, onder andere door het ontbreken van de B-stijl in de zijruiten. Op de auto zitten veel moderne snufjes, wat ook te zien is aan de prijs: het is na de SLR McLaren de duurste coupé-serie van Mercedes. De topversie uit de CL-Klasse is de Mercedes-Benz CL 65 AMG. Getuned door Mercedes-Benz' huistuner AMG levert de motor 612 pk en 1000Nm. De topsnelheid is begrensd op 320km/h, maar de teller gaat door tot 360km/h. De Deense Mercedes-Benz-tuner Kleemann doet er nog eens 127 pk bij.
Eind 2006 heeft de nieuwe CL (code C216) de vorige generatie C215 aflost. De nieuwe CL kreeg geen ronde koplampen, maar meer in de stijl van de nieuwe S-Klasse. Van deze CL-generatie zullen een 500, 600, 63 AMG en 65 AMG komen, waarbij de 65 AMG later zal verschijnen dan de 63, die op zijn beurt nog even moet wachten na de 500 en 600. De verschillen zijn vooral dat de 500 het minste aantal pk's krijgt uit zijn V8 en de zogenaamde instap-CL zal zijn, terwijl de 600 een V12-motor krijgt, de meeste luxe zal bieden en waarschijnlijk de één-na-duurste zal zijn. De beide AMG's zullen de meeste verschillen tonen qua prestaties en prijs. De 63, die de opvolger is van de 55 AMG, krijgt een 6,2 liter V8 met ongeveer 517 pk, de 65 krijgt een 6 liter V12 met 612 pk. De 65 AMG zal de duurste CL worden. Uiterlijk zullen de verschillen minimaal zijn, en waarschijnlijk alleen te vinden zijn bij de typeaanduidingen en de (voor-)bumpers.

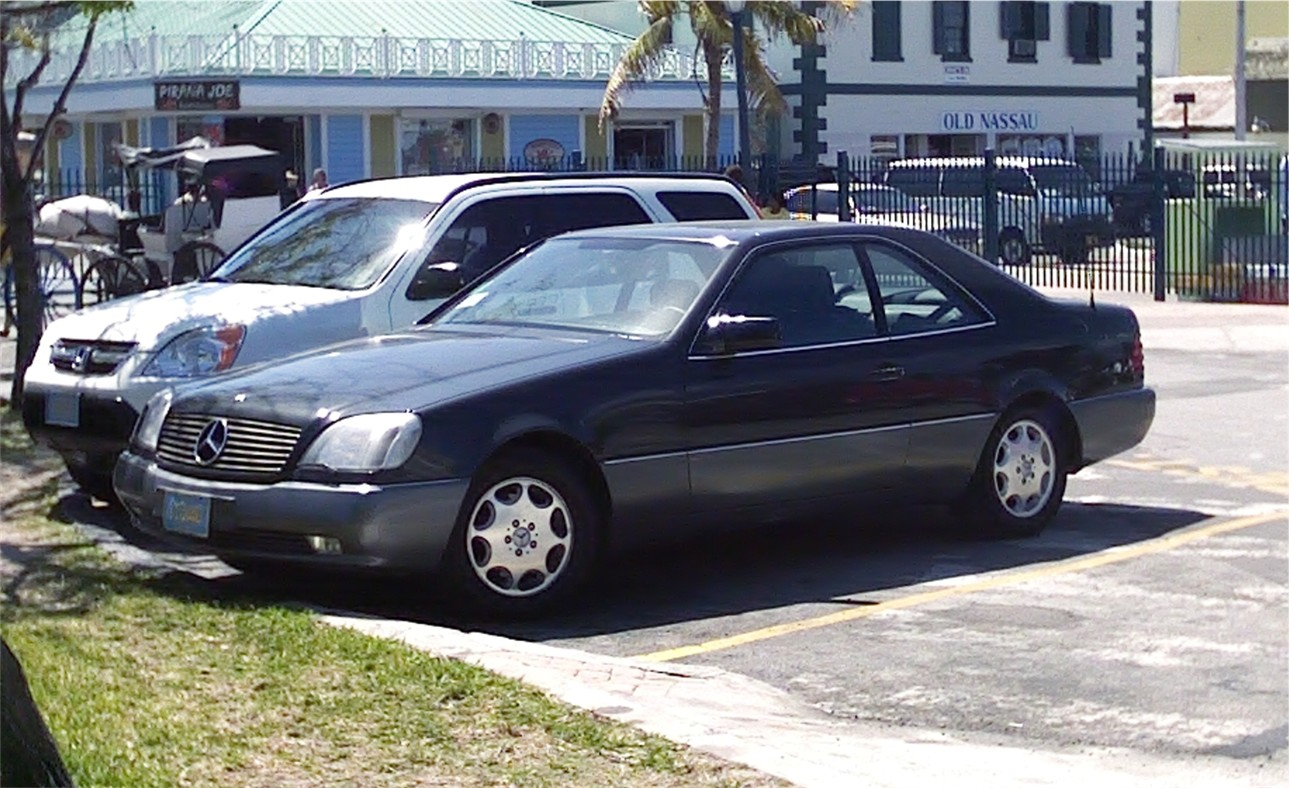
S500, later CL500 (de eerste generatie CL).
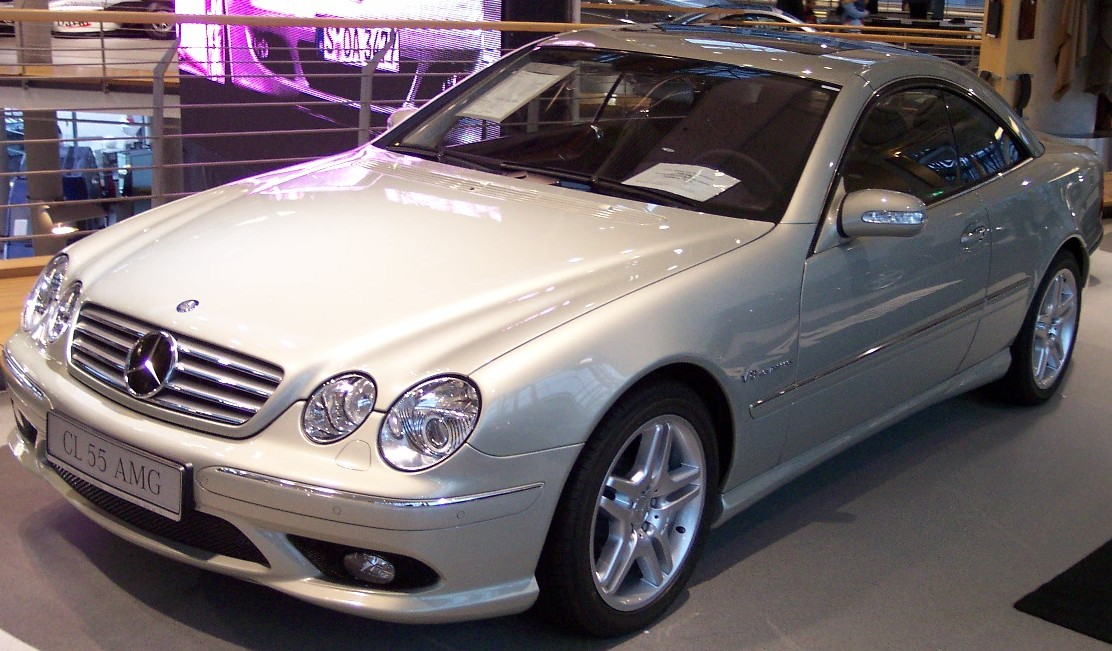
CL 55 AMG (dit is de tweede generatie).
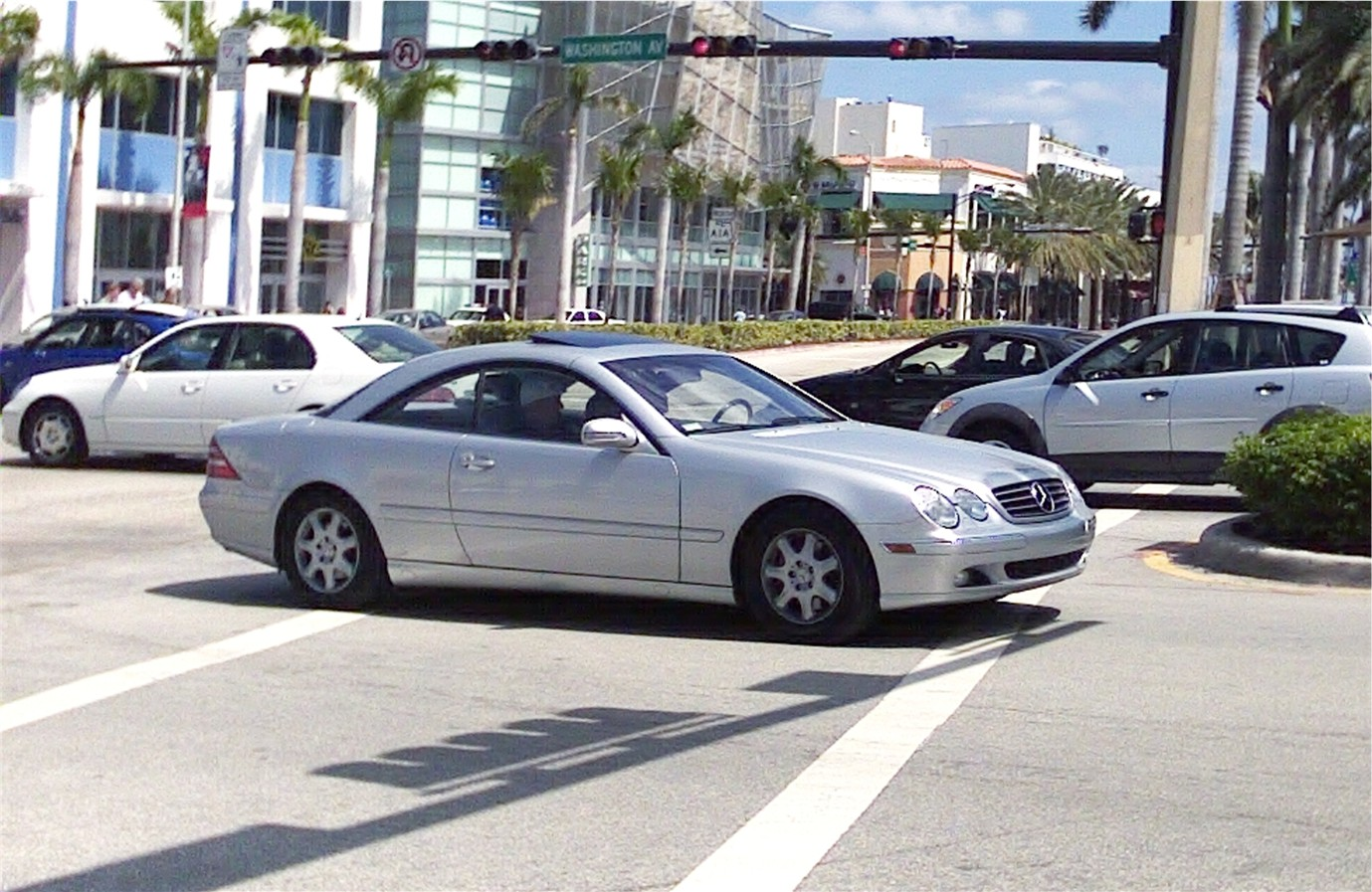
CL500 (ook de tweede generatie).
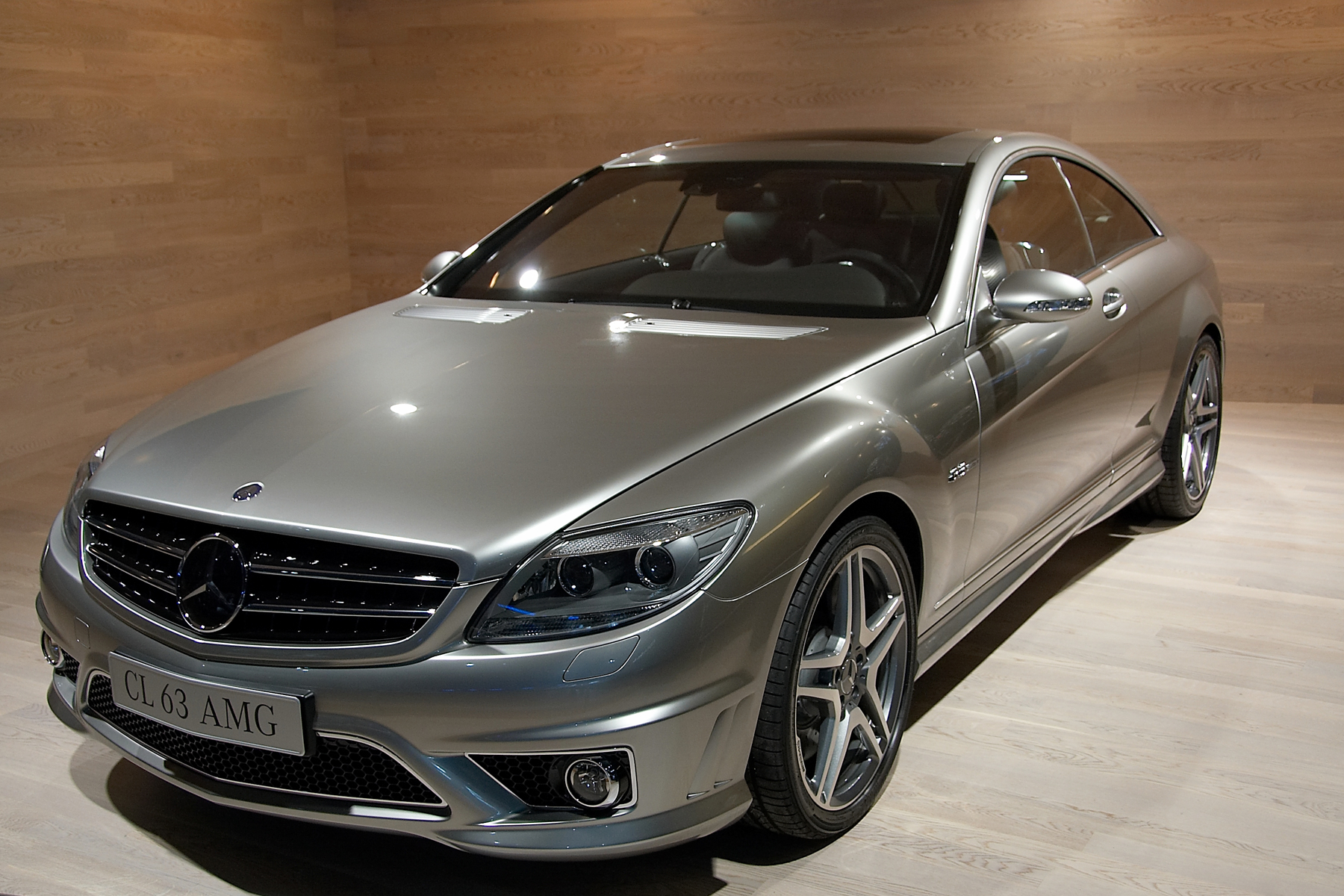
CL 63 AMG (uit de vernieuwde klasse, de derde generatie. Deze wordt verkocht in Europa sinds zomer 2006).